# Dorfkirche Lindenberg (Groß Pankow)

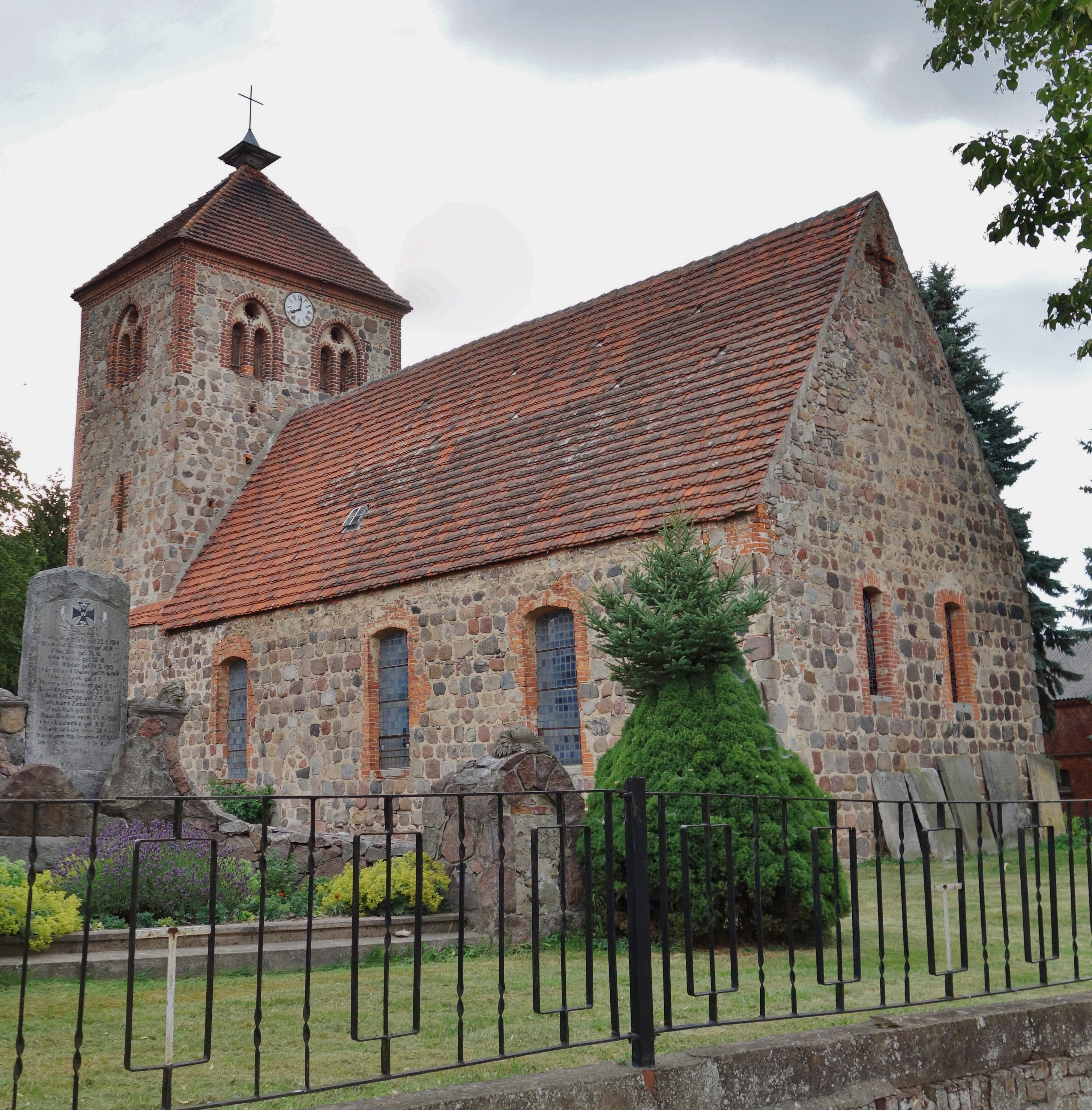
Dorfkirche Lindenberg

Die evangelische, denkmalgeschützte Dorfkirche Lindenberg steht in Lindenberg, einem Ortsteil der Gemeinde Groß Pankow (Prignitz) im Landkreis Prignitz von Brandenburg. Die Kirche gehört zum Pfarrsprengel Lindenberg-Buchholz im Kirchenkreis Prignitz der Evangelischen Kirche Berlin-Brandenburg-schlesische Oberlausitz.

## Beschreibung
Die Feldsteinkirche wurde im 13. Jahrhundert gebaut. Sie besteht aus einem Langhaus mit einem Satteldach und einem etwas später gebauten, gleich breiten, querrechteckigen Kirchturm im Westen. Der Kirchturm wurde im 15. Jahrhundert um ein Geschoss aufgestockt und mit einem neuen Zeltdach bedeckt. Das Geschoss beherbergt die Turmuhr und den Glockenstuhl, der sich hinter den Klangarkaden verbirgt, die als Biforien in spitzbogigen Blenden gestaltet sind. Die drei spitzbogigen Portale auf der Nord- und der Südseite wurden im 19. Jahrhundert zugesetzt und ein neues Portal im Westen eingebrochen. 
Der mit dreiseitigen Emporen ausgestattete Innenraum ist mit einer verputzten Flachdecke überspannt. An der Nord- und Ostwand sind Reste mittelalterlicher Wandmalereien vorhanden. Die Orgel wurde 1889 von Albert Hollenbach gebaut.